# Liste der Kulturdenkmäler in Niederauerbach
In der Liste der Kulturdenkmäler in Niederauerbach sind alle Kulturdenkmäler im Stadtteil Niederauerbach der rheinland-pfälzischen Stadt Zweibrücken aufgeführt. Grundlage ist die Denkmalliste des Landes Rheinland-Pfalz (Stand: 14. März 2023).

## Denkmalzonen
| Bezeichnung                         | Lage                            | Baujahr   | Beschreibung | Bild |
| ----------------------------------- | ------------------------------- | --------- | --- | ---- |
| Denkmalzone Niederauerbachkaserne   | Felsbachstraße 14 Lage          | nach 1936 | ausgedehntes Kasernengelände bestehend aus zwanzig durchweg dreigeschossigen Walmdachbauten in strenger Reihung, Putzfassaden mit schlichten Fenstereinfassungen aus Sandstein, zum Teil mit Brüstungsfeldern mit Reliefdekor, nach 1936 angelegt   | BW   |
| Denkmalzone Ortskern Niederauerbach | Denkmalstraße 1–6 und 9–12 Lage |           | um die evangelische Zwinglikirche mit Kriegerdenkmal (1870/71) und den Häusern an der Denkmalstraße (Nr. 1, ehemalige evangelische Kleinkinderschule, 1903; Nr. 2, 3, 5, Quereinhäuser; Nr. 6, eventuell ehemaliges Pfarrhaus), dörfliches Ortsbild | BW   |

## Einzeldenkmäler
| Bezeichnung                | Lage                                          | Baujahr                            | Beschreibung | Bild                           |
| -------------------------- | --------------------------------------------- | ---------------------------------- | --- | ------------------------------ |
| Portal                     | Carl-Pöhlmann-Straße, an Nr. 15 Lage          | 18. Jahrhundert                    | barocker Oberlichteingang, 18. Jahrhundert                                                                                             | BW                             |
| Quereinhaus                | Carl-Pöhlmann-Straße 17 Lage                  | Anfang des 19. Jahrhunderts        | Quereinhaus, wohl vom Anfang des 19. Jahrhunderts; Schaufenster (?) der ehemaligen Bäckerei, erste Hälfte des 20. Jahrhunderts         | Fotos hochladen                |
| Quereinhaus                | Denkmalstraße 2 Lage                          | 1825                               | Quereinhaus, bezeichnet 1825, im Kern wohl älter                                                                                       | BW                             |
| Evangelische Zwinglikirche | Denkmalstraße 4 Lage                          | 1755–56                            | rechteckiger Saalbau, 1755–56, Baudirektor Jonas Erikson Sundahl, romanischer Glockenturm, 1756 von Christian Ludwig Hautt aufgestockt | weitere Bilder Fotos hochladen |
| Wohnhaus                   | Denkmalstraße 9/11 Lage                       | 1630                               | Fachwerkhaus, teilweise massiv, wohl von 1630                                                                                          | BW                             |
| Wohnhaus                   | Denkmalstraße 10/12 Lage                      | 1787                               | Krüppelwalmdachbau, bezeichnet 1787 und 1904                                                                                           | BW                             |
| Kriegerdenkmal             | Denkmalstraße, Ecke Carl-Pöhlmann-Straße Lage |                                    | Kriegerdenkmal 1870/71 | Fotos hochladen                |
| Felsenkeller               | Heilbachstraße und Gersbergerhofstraße Lage   |                                    | aus der Felswand über mehr als ein Dutzend Keller ausgehöhlt, teilweise Bruchstein mit Sandsteineinfassungen                           | Fotos hochladen                |
| Hofenfelsschule            | Hofenfelsstraße 254 Lage                      | zweite Hälfte des 19. Jahrhunderts | ehemalige Hofenfelsschule; spätklassizistischer Putzbau, zweite Hälfte des 19. Jahrhunderts                                            | BW                             |